# 洪多 (德克薩斯州)
洪多（英語：Hondo）是一個位於美國德克薩斯州梅迪納縣的城市。根據2010年美國人口普查，該地共人口8803人，而該地的面積約為24.80平方千米。同時該地也是梅迪納縣的縣治。

## 地理
洪多的座標為29°20′49″N 99°08′44″W / 29.34694°N 99.14556°W，而該地的平均海拔高度為273米（即892英尺）。